# Bougy-Villars
Bougy-Villars é uma comuna suíça no cantão de Vaud, localizado no distrito de Morges.